# Philipp Weishaupt
Philipp Weishaupt (* 20. Juli 1985 in Augsburg, Bayern) ist ein deutscher Springreiter.

## Werdegang
Seinen ersten Sieg in einer Prüfung der schweren Klasse feierte er bereits mit 13 Jahren, das Goldene Reitabzeichen für zehn Siege in der schweren Klasse wurde ihm im Alter von 15 Jahren verliehen. Nach der mittleren Reife 2003 ging er als Bereiter in den Stall des Olympiasiegers Ludger Beerbaum, wo er seither tätig ist. Seine Bereiterprüfung im Jahr 2008 schloss er als Jahrgangsbester ab.
2001 wurde er Deutscher Meister der Junioren, das Jahr darauf gewann er auf Coterno Grande Mannschaftssilber bei den Europameisterschaften. Im Jahr 2005 war er Deutscher Vize-Meister der Jungen Reiter. 2006 gewann er mit der Mannschaft die Bronzemedaille bei den Europameisterschaften.
Seinen sportlichen Durchbruch hatte er 2009, als er im Sattel von Souvenir Deutscher Meister wurde, zwei Jahre später belegte er bei den deutschen Meisterschaften Rang vier. Anfang September 2011 belegte er im Großen Preis von Rio de Janeiro (höchstdotierte Springprüfung des Jahres 2011) den dritten Rang. Nachdem Marcus Ehnings Pferd Plot Blue nicht bei den Europameisterschaften 2011 starten konnte, wurde Weishaupt als Ersatzreiter nominiert.
Aufgrund einer sportlich erfolgreichen Saison wurde Weishaupt mit Monte Bellini für die Olympischen Spiele 2012 nominiert. Eine Woche vor Beginn der Spiele erkrankte Monte Bellini jedoch an einer fieberhaften Infektion. Für Weishaupt rückte Meredith Michaels-Beerbaum in die Mannschaft nach.
Die Saison 2016 startete mit dem Sieg im Großen Preis von Hagen, einige Wochen später gewann Philipp Weishaupt mit Convall die Bronzemedaille bei den Deutschen Meisterschaften in Balve. Sein herausragender Einzelgewinn 2017 war der Sieg im Großen Preis von Aachen.
Wie bereits 2016, so nahm Weishaupt auch im Sommer 2017 an Turnieren in Spruce Meadows (Kanada) teil. Hier belegte er mit Convall den zweiten Platz beim mit 500.000 Kanadischen Dollar dotierten Queen Elizabeth II Cup. Beim CHIO Aachen war er Teil der siegreichen deutschen Mannschaft und wurde für die Europameisterschaften in Göteborg nominiert. An diesen nahm er mit dem Schimmelhengst Convall teil und beendete dort die Einzelwertung auf dem 12. Rang. Ebenso mit Convall gewann er 2017 den mit 3.000.000 Kanadischen Dollar dotierten Großen Preis des Spruce Meadows Masters.
Bei den in den Dezember verschobenen Deutschen Meisterschaften 2020 gewann Weishaupt zum zweiten Mal den Meistertitel. Im Jahr 2021 konnte er diesen Titel nicht verteidigen, da er beim parallel stattfindenden Nationenpreis in St. Gallen für die deutsche Equipe am Start war.
Im Juli 2021 belegte er Rang 35 der Weltrangliste. Bis Ende des Jahres 2012 gehörte Weishaupt dem A-Kader der deutschen Springreiter an. Von Januar 2013 zählte er zum B-Kader, wurde jedoch pünktlich zu den Europameisterschaften 2017 wieder in den A-Kader aufgenommen. Ab 2019 war er Teil des deutschen Perspektivkaders (ehemals B-Kader), schaffte es aber auf die Longlist für die Olympischen Spiele in Tokio. Eine Verletzung der Stute Asathir kurz vor der Benennung der Olympiateilnehmer verhinderten seine Chance auf einer ersten Olympiastart.
In der Saison 2022 war Weishaupt mit Coby an den Siegen der „Berlin Eagles“ in den Global Champions League-Etappen von Madrid, London und Valkenswaard beteiligt. Die „Berlin Eagles“ gewannen in jenem Jahr die Global Champions League-Gesamtwertung.
Auch im Jahr 2023 war Philipp Weishaupt mit den nun in „Riesenbeck International“ umbenannten Team in der Global Champions League erfolgreich. Zudem gelang ihm der Gewinn seiner ersten Einzelmedaille in der Altersklasse der „Reiter“: Mit Zineday sicherte er sich die Silbermedaille bei den Europameisterschaften in Mailand, nachdem die Mannschaft dort zwei Tage zuvor knapp eine Medaille verpasst hatte.

## Privates
Sein Vater ist der Pferdezüchter Josef Weishaupt, sein jüngerer Bruder Maximilian ist ebenfalls als Springreiter aktiv.
Philipp Weishaupt heiratete im Oktober 2019 die Dressurreiterin Domenika Weishaupt (geb. Issing). Zusammen haben sie einen Sohn (* 2023).

## Pferde
aktuelle Turnierpferde:

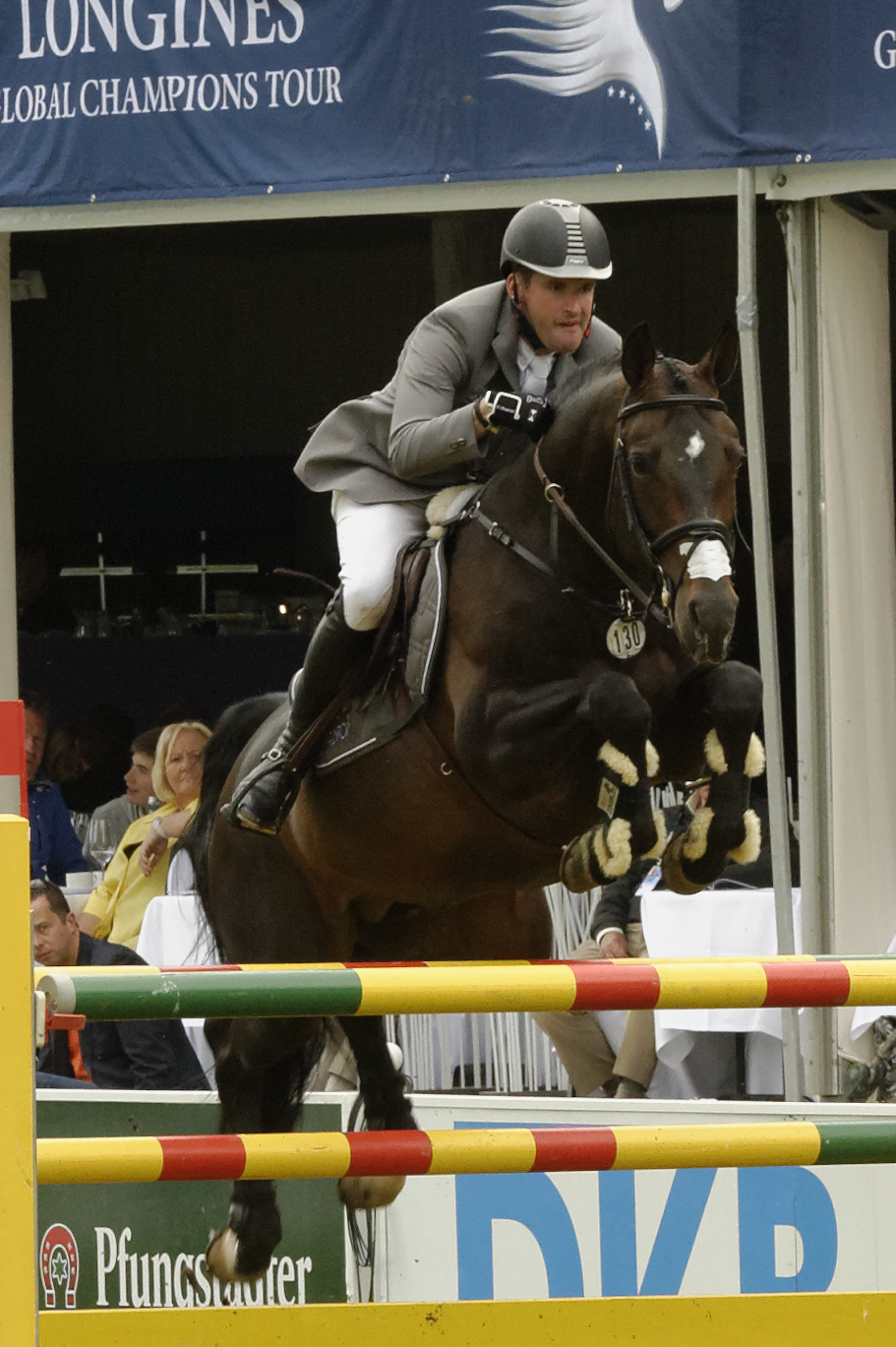
Philipp Weishaupt mit Coq Rouge beim Internationalen Pfingstturnier Wiesbaden 2013

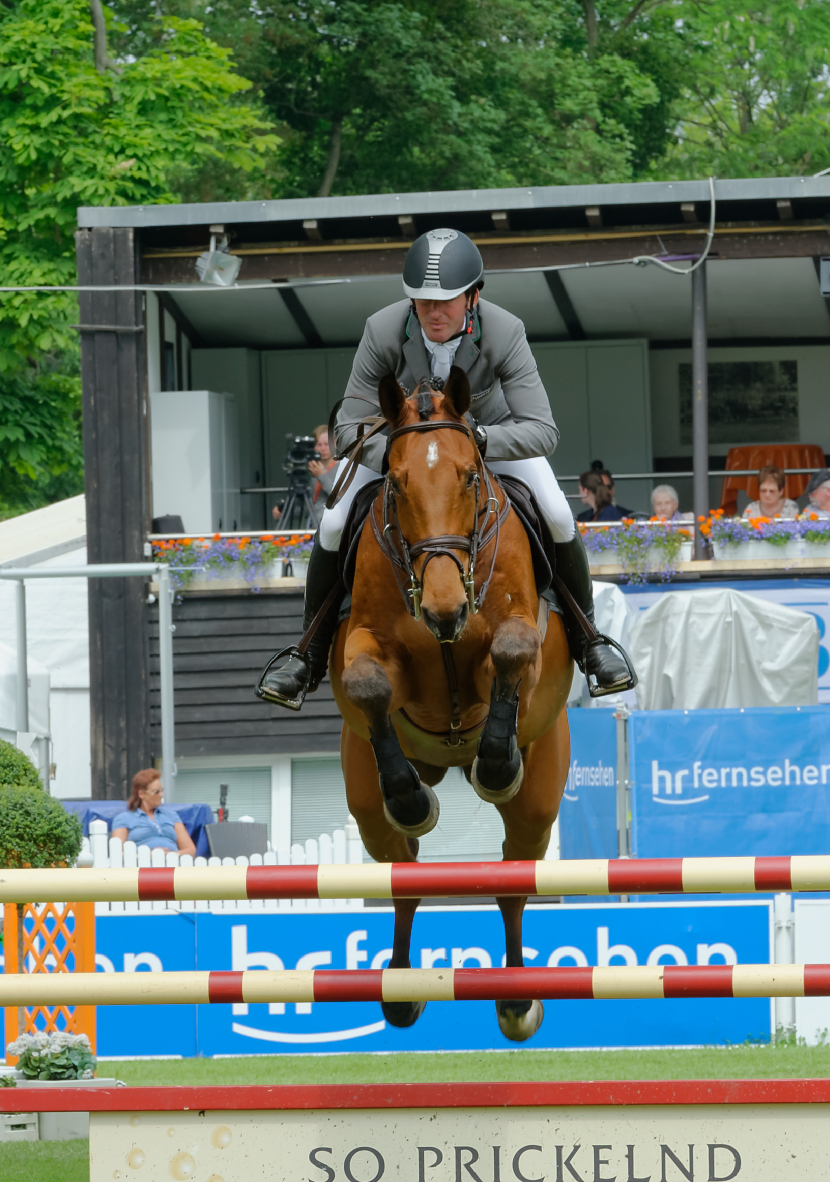
Philipp Weishaupt auf Chando (2015)

- Kilmister (* 2016), dunkelbrauner SWB-Wallach, Vater: Diarado, Muttervater: Hors la Loi II
- Oreo D. R. (* 2014), BWP-Rapphengst, Vater: Kannan, Muttervater: Balougran
- Callao L (* 2017), Westfale Schimmel Wallach, Vater: Congress, Muttervater: Asca Z
- Honduras la Silla (* 2017), Selle Français-Schimmelhengst, Vater: Mylord Carthago, Muttervater: Corrado I
- Karaldo (* 2015), brauner KWPN-Hengst, Vater: VDL Harley, Muttervater: Chin Chin
- Lady Concern du Rezidal (* 2017), SBS-Rappstute, Vater: Emerald van 't Ruytershof, Muttervater: Quidam de Revel

ehemalige Turnierpferde:
- Catoki (* 1998), brauner Holsteiner Hengst, Vater: Cambridge, Muttervater: Silvester, Besitzer: Kai Gerken, zuvor von Jörg Naeve geritten, ab Anfang 2013 von Emil Hallundbæk geritten
- Cockney 17 (* 1999), Westfale brauner Wallach, Vater: Champion du Lys, Muttervater: Sandro, Züchter: Dietrich Schulze, Besitzer: Madeleine Winter-Schulze und Elisabeth Groß, zuletzt im August 2014 von Victoria von der Leyen im internationalen Sport eingesetzt
- Leoville 2 (* 2000), Bayer brauner Hengst, Vater: Landor, Muttervater: Wettruf, Züchter: Wolfgang Steffens; seit Sommer 2014 von Meagan Nusz geritten[12]
- Souvenir 29 (* 2000), braune Hannoveraner Stute, Vater: Stakkato, Muttervater: Lemon xx; zuletzt 2015 im internationalen Sport eingesetzt, seitdem in der Zucht[13][14]
- Monte Bellini (* 2002), Westfale brauner Hengst, Vater: Montender, Muttervater: Ramiro Z, Züchter: Marlies Holtgräve, zuvor von Marco Kutscher geritten, zuletzt im Sommer 2013 im internationalen Sport eingesetzt[15]
- Caresse 9 (* 2004), Hannoveraner Schimmelstute, Vater: Cento, Muttervater: Sandro, von März 2013 bis Oktober 2014 von Eva Bitter geritten[16], von Dezember 2014 bis September 2017 von Arundell Beerbaum geb. Davison geritten
- Chico 784 (* 2005), brauner Hannoveraner Wallach, Vater: Cordalmé Z, Muttervater: Sandro, Züchter: Dietrich Schulze, Besitzer: Madeleine Winter-Schulze[17], zuletzt im Juli 2016 im internationalen Sport eingesetzt
- L.B. Convall (* 2007), Holsteiner Schimmelhengst, Vater: Colman, Muttervater: Cascavelle, bis Mai 2015 von Christina Liebherr geritten, zuletzt 2018 im internationalen Sport eingesetzt[18]
- Coby 8 (* 2010), brauner Hannoveraner Wallach, Vater: Contagio, Muttervater: Escudo I; bis zum Frühjahr 2019 von Boris Kapp geritten[19], im August 2025 in den Ruhestand verabschiedet[20]
- Asathir (* 2007), braune Selle Français-Stute, Vater: Diamant de Semilly, Muttervater: Papillon Rouge; auch von Kamal Bahamdan geritten[21], zuletzt im Juli 2023 im internationalen Sport eingesetzt
- Che Fantastica (* 2009), Oldenburger Fuchsstute, Vater: Check In 2, Muttervater: Pablo 90[22], seit September 2024 von Emily Mason geritten

## Erfolge

### Championate und Weltcup
- Europameisterschaften:
  - 2002: 2. Platz mit der Mannschaft (Junioren) mit Coterno Grande
  - 2006: 3. Platz mit der Mannschaft (Junge Reiter)
  - 2017, Göteborg: 5. Platz mit der Mannschaft und 12. Platz im Einzel mit Convall
  - 2023, Mailand: 4. Platz mit der Mannschaft und 2. Platz im Einzel mit Zineday
- Deutsche Meisterschaften:
  - 2001: 1. Platz Deutsche Meisterschaften (Junioren)
  - 2005: 2. Platz Deutsche Meisterschaften (Junge Reiter)
  - 2009: 1. Platz Deutsche Meisterschaften, mit Souvenir
  - 2011: 4. Platz Deutsche Meisterschaften, mit Souvenir
  - 2012: 6. Platz Deutsche Meisterschaften, mit Catoki
  - 2016: 3. Platz Deutsche Meisterschaften, mit Convall
  - 2018: 7. Platz Deutsche Meisterschaften, mit Chacon
  - 2020: 1. Platz Deutsche Meisterschaften, mit Asathir
- Schwäbische Meisterschaften:
  - 1996: 1. Platz Schwäbische Meisterschaften (Junioren)
- Bayrische Meisterschaften:
  - 1998: 1. Platz Bayerische Meisterschaften (Junioren)
  - 2003: 2. Platz Bayerische Meisterschaften (Junge Reiter)
- Westfälische Meisterschaften
  - 2004: 2. Platz Westfälische Meisterschaften (Junge Reiter)
- Weltcupfinale:
  - 2012, ’s-Hertogenbosch: 4. Platz mit Souvenir und Monte Bellini

### Weitere Erfolge (Auswahl)
- 2009: 2. Platz im Großen Preis von Falsterbo (CSIO 5*) mit Souvenir sowie mit der deutschen Mannschaft 3. Platz im Nationenpreis von La Baule (CSIO 5*) mit Souvenir, 2. Platz im Nationenpreis von St. Gallen (CSIO 5*) mit Souvenir und 2. Platz im Nationenpreis von Aachen (CSIO 5*) mit Souvenir
- 2010: 2. Platz im Weltcupspringen von Bordeaux (CSI 5*-W) mit Catoki, 1. Platz im Großen Preis von Vigo (CSI 5*-W) mit Catoki, 3. Platz im Großen Preis von Oslo (CSI 5*-W) mit Catoki, 2. Platz im Weltcupspringen von Helsinki (CSI 5*-W) mit Catoki sowie mit der deutschen Mannschaft 3. Platz im Nationenpreis von La Baule (CSIO 5*) mit Souvenir und 2. Platz im Nationenpreis von Hickstead (CSIO 5*) mit Catoki
- 2011: 1. Platz im Weltcupspringen von Bordeaux (CSI 5*-W) mit Catoki, 3. Platz im Großen Preis von Rio de Janeiro (CSI 5*) mit Monte Bellini, 2. Platz im Weltcupspringen von Oslo (CSI 5*-W) mit Souvenir sowie mit der deutschen Mannschaft 3. Platz im Nationenpreis von La Baule (CSIO 5*) mit Catoki und 1. Platz im Nationenpreis von Hickstead (CSIO 5*) mit Catoki
- 2012: 1. Platz im Championat von Balve (CSI 2*) mit Souvenir, 1. Platz im Großen Preis von Estoril (CSI 5*) mit Leoville sowie mit der deutschen Mannschaft 1. Platz im Nationenpreis von Rotterdam (CSIO 5*) mit Monte Bellini und 3. Platz im Nationenpreis von Hickstead (CSIO 5*) mit Catoki
- 2013: 1. Platz im Großen Preis von Rotterdam (CSIO 5*) mit Monte Bellini sowie mit der deutschen Mannschaft 2. Platz im Nationenpreis von Rotterdam (CSIO 5*) mit Monte Bellini und 1. Platz im Nationenpreis von Rotterdam (CSIO 5*) mit Monte Bellini
- 2014: 1. Platz im Großen Preis von Braunschweig (CSI 4*) mit Tabea, 1. Platz im Deutschen Championat der Berufsreiter in Bad Oeynhausen, 3. Platz im Großen Preis von Kiel (CSI 3*) mit Carinou
- 2015: 2. Platz im Großen Preis von Hamburg (CSI 5*) mit Chico
- 2016: 1. Platz im Großen Preis von Hagen a.T.W. (CSI 4*) mit Chico, 1. Platz im Großen Preis von Aachen (CSIO 5*) mit Convall, 3. Platz im Großen Preis von Verden (CSI 2*) mit Catokia, 3. Platz im Großen Preis von Helsinki (CSI 5*-W) mit Carvagio Z
- 2017: 1. Platz im Großen Preis eines CSI 2* in Damme-Neuenwalde mit Call me Eva, 2. Platz im Queen Elizabeth II Cup (CSI 5* 'North American' Calgary) mit Convall, 3. Platz im Nationenpreis von Calgary (CSIO 5*) mit Solitaer, 1. Platz im Großen Preis von Calgary (CSIO 5*) mit Convall, 2. Platz im Weltcupspringen von Stuttgart (CSI 5*-W) mit Asathir
- 2018: 2. Platz im Großen Preis von Abu Dhabi (CSI 4*) mit Che Fantastica, 1. Platz im Großen Preis eines CSI 2* in Schardscha mit Belo Horizonte, 1. Platz im Großen Preis des CSIO 5* von Šamorín mit Asathir, 2. Platz im Nationenpreis von Rotterdam (CSIO 5*) mit Convall, 3. Platz im Großen Preis von Münster (CSI 4*) mit Asathir, 1. Platz im Nationenpreis von Calgary (CSIO 5*) mit Sansibar, 1. Platz im Challenge Cup beim Nations-Cup-Finale in Barcelona (CSIO 5*) mit Asathir, 1. Platz im Großen Preis von Helsinki (CSI 5*-W) mit Asathir
- 2019: 3. Platz im Weltcupspringen von Dubai (CSI 5*-W) mit Che Fantastica, 1. Platz im Großen Preis eines CSI 3* in Schardscha mit Catokia, 1. Platz im Großen Preis von Abu Dhabi (CSIO 5*) mit Catokia, 1. Platz im Nationenpreis von Abu Dhabi (CSIO 5*) mit Catokia, 4. Platz im Großen Preis von Hamburg (CSI 5*) mit Che Fantastica
- 2020: 3. Platz im Großen Preis der zweiten Woche des JumpingJam (CSI 2* Riesenbeck) mit Coby, 1. Platz im Großen Preis der ersten Woche des Diriyah Equestrian Festival (CSI 4*-W Riad) mit Coby, 1. Platz im Großen Preis der zweiten Woche des Diriyah Equestrian Festival (CSI 5*-W Riad) mit Coby
- 2021: 4. Platz beim Großen Preis von ’s-Hertogenbosch (CSI 5*, Etappe des Grand Slam der Springreiter) mit Coby, 2. Platz im Nationenpreis von St. Gallen (CSIO 5*) mit Asathir, 1. Platz im Finale der Weltmeisterschaft der 6-jährigen Springpferde in Lanaken-Zangersheide mit Coros, 1. Platz im Weltcupspringen der zweiten Woche des Diriyah Equestrian Festival (CSI 5*-W Riad) mit Coby
- 2022: 1. Platz im Großen Preis der fünften Woche des Winter Equestrian Festival (CSI 5* Wellington FL) mit Coby, 1. Platz im Nationenpreis von Sopot (CSIO 5*) mit Coby, 4. Platz beim Großen Preis von Sopot (CSIO 5*) mit Asathir, 1. Platz im Großen Preis des Juli-CSI 5* in Valkenswaard mit Coby

(Stand: 18. Juli 2022)